# 스틱볼
스틱볼(stickball)은 고무공을 막대기(스틱)로 치는, 야구와 비슷한 길거리 스포츠이다. 주로 미국의 대도시 지역에서 행해지고 있다. 본래는 아이들의 놀이지만, 어른이 되어 플레이하는 사람도 많다. 대도시의 광장이나 공터 또는 길거리에서 야구의 즐거움을 맛볼 수 있는 스포츠로 꾸준한 인기를 유지하고 있다.
스틱볼 도구는 빗자루 손잡이와 고무공(일반적으로 스팔딘, 펜시핑키, 하이 바운서 또는 테니스 공)으로 구성된다. 규칙은 야구에서 유래했으며 상황에 맞게 수정되었다. 예를 들어 맨홀 뚜껑을 기초로 사용하거나 파울 라인용 건물로 사용할 수 있다. 이 게임은 적어도 1750년대까지 거슬러 올라가는 막대기와 공 게임의 변형이다. 이 게임은 20세기부터 1980년대까지 청소년들 사이에서 널리 인기를 끌었다.